# Konrad IX Czarny
Konrad IX Czarny (ur. między 1415 a 1420, zm. 14 sierpnia 1471) – książę oleśnicki ze śląskiej linii dynastii Piastów, syn Konrada V Kąckiego i jego żony Małgorzaty

## Życiorys
Po śmierci ojca w 1439 pod opieką stryja Konrada VII Białego. Wraz z bratem Konradem X Białym Młodszym przejął księstwo w 1450, by dwa lata później dokonać jego podziału. Biały objął księstwo oleśnickie, ale bez Oleśnicy, która przypadła Czarnemu podobnie jak górnośląskie posiadłości księstwa.
W czasie wojen o koronę czeską wspierał początkowo Jerzego z Podiebradów, składając mu razem z bratem hołd lenny w 1459 w zamian za potwierdzenie spadku po ojcu. Wobec wkroczenia na Śląsk wojsk Macieja Korwina bracia złożyli mu hołd lenny.
Zmarł 14 sierpnia 1471 roku. Zgodnie z jego wolą ziemie górnośląskie przejął brat. Oleśnica pozostała wyprawą księżnej-wdowy Małgorzaty i ich córki Barbary.
Jego siostrą była Anna, żona Władysława I, ks. mazowieckiego

## Małżeństwo i potomstwo
Jego żoną była Małgorzata mazowiecka. Posiadali córkę Barbarę.